# 格拉佐夫區

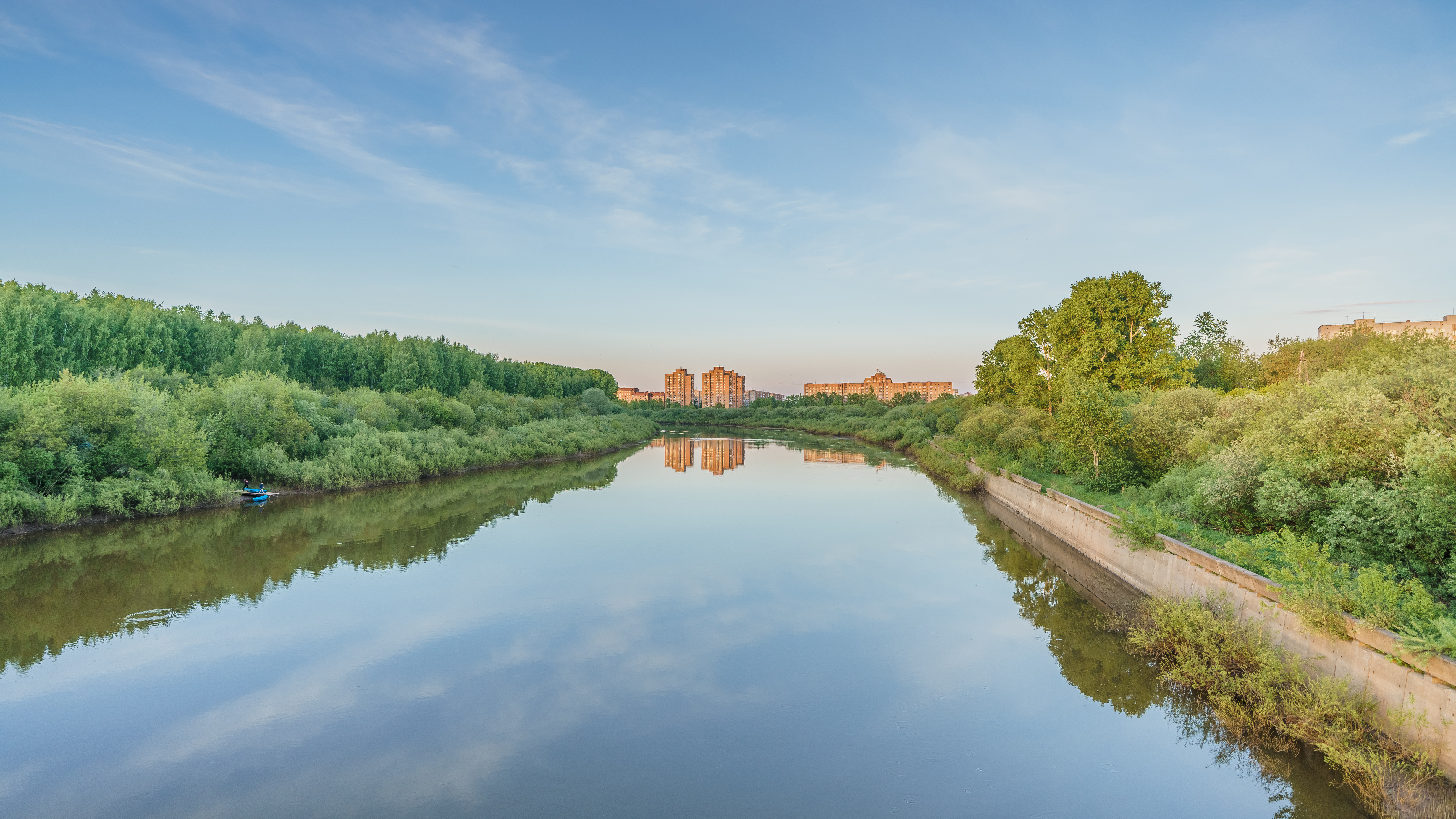

58°08′N 52°40′E / 58.133°N 52.667°E
格拉佐夫區（俄语：Глазовский район），是俄羅斯的一個區，位於該國西南部，由烏德穆爾特共和國負責管轄，面積2,159.7平方公里，2010年人口17,132，人口密度每平方公里7.93人。